# Gottfried Bandhauer
Christian Gottfried Heinrich Bandhauer (* 22. März 1790 in Roßlau; † 22. März 1837 ebenda) war ein deutscher Architekt und Konstrukteur des Klassizismus in Anhalt-Köthen.

## Leben und Werk

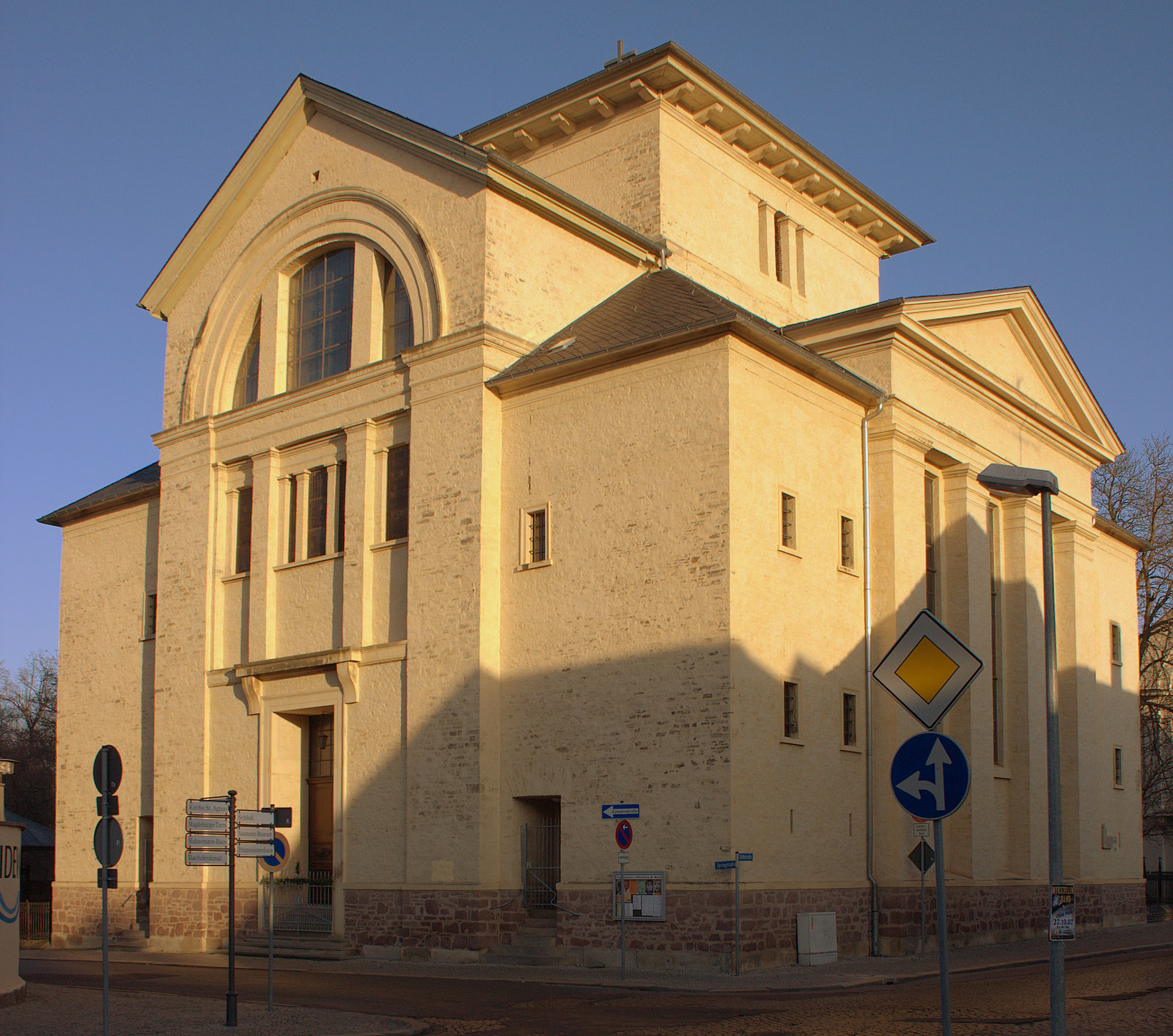
Marienkirche in Köthen

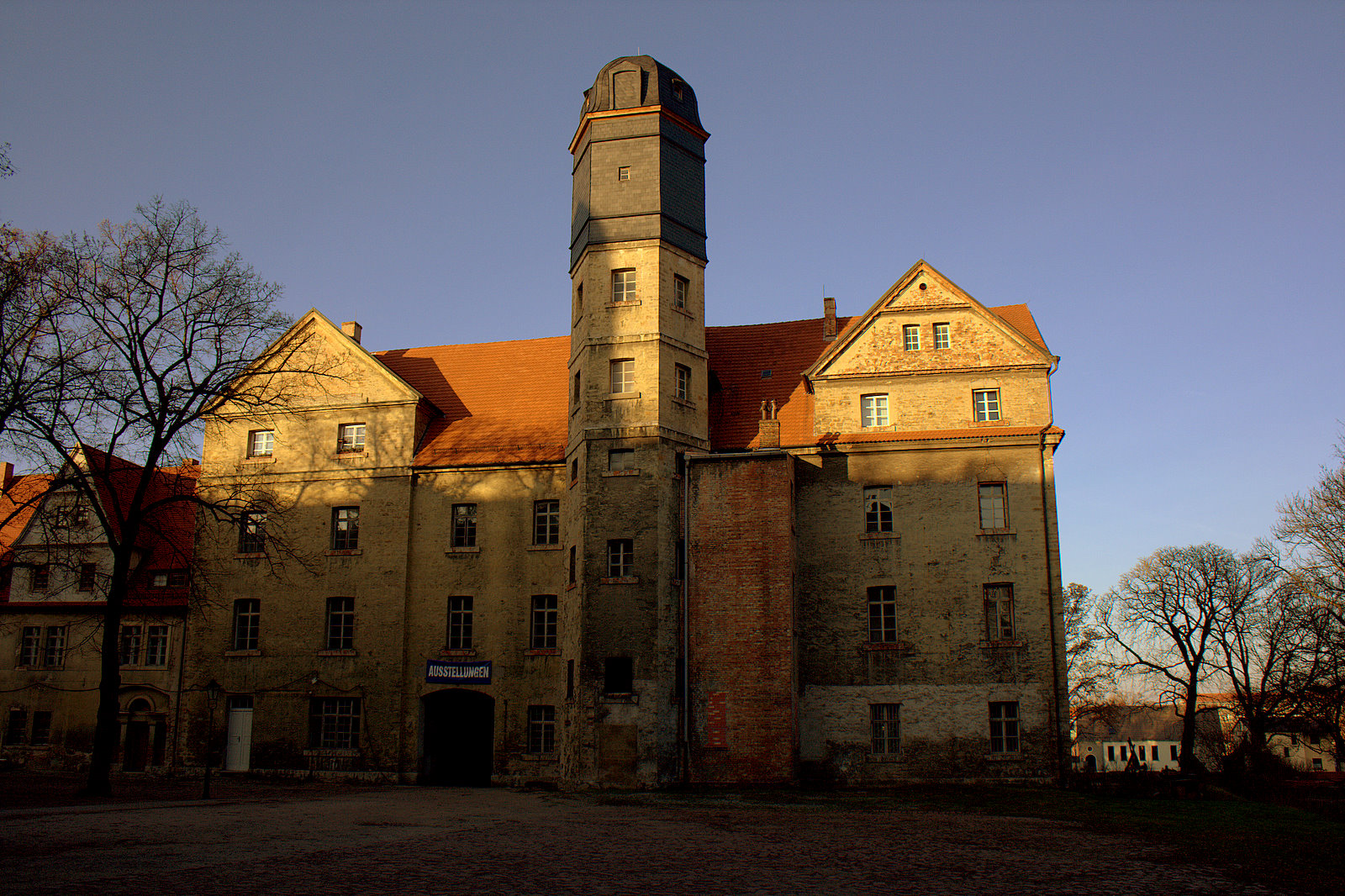
Ferdinandsbau Schloss Köthen

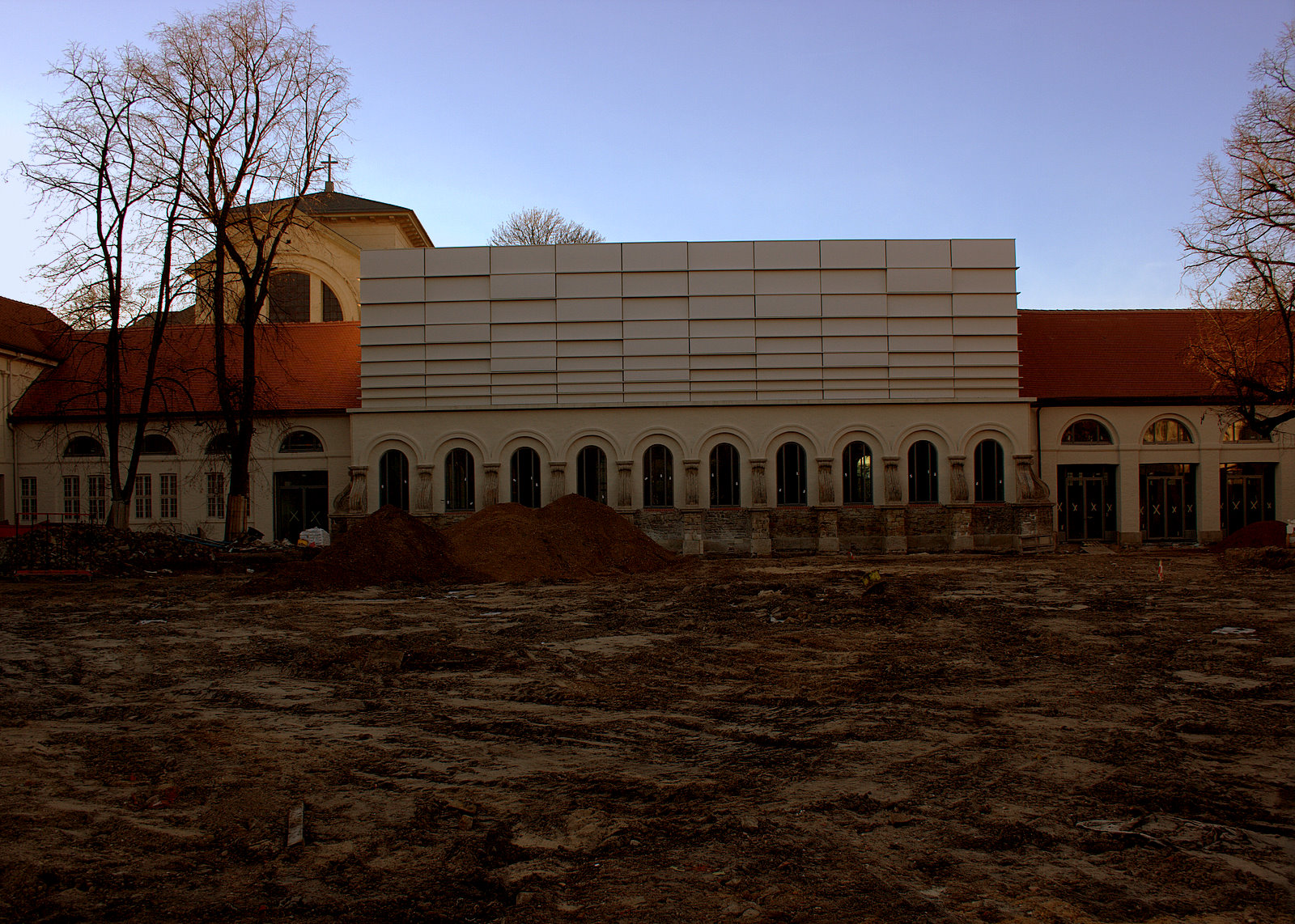
Ehemalige Reithalle des Schlosses Köthen (2007), jetzt Veranstaltungszentrum

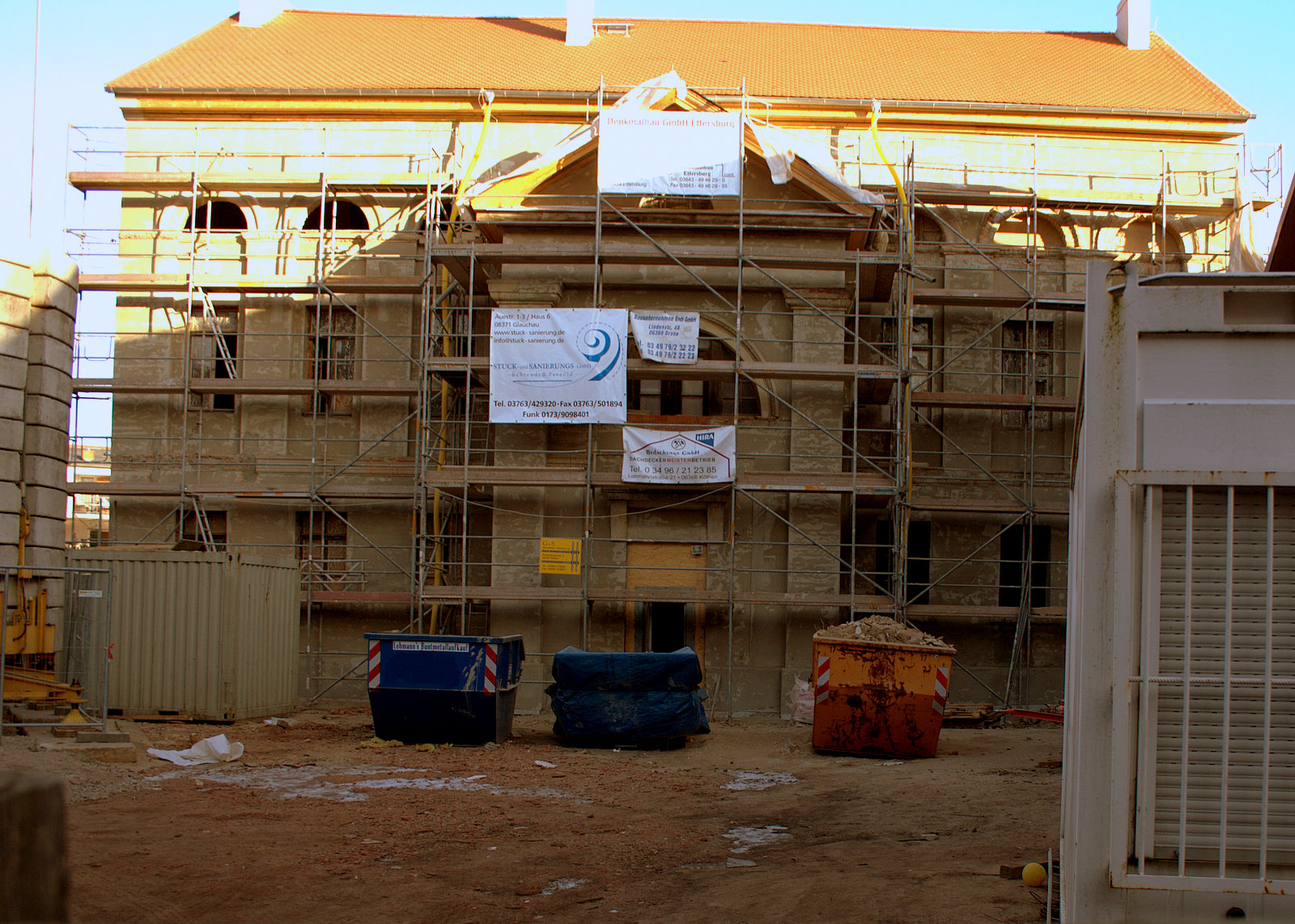
Spitalgebäude des ehemaligen Klosters der Barmherzigen Brüder in Köthen während der Rekonstruktion (2007)

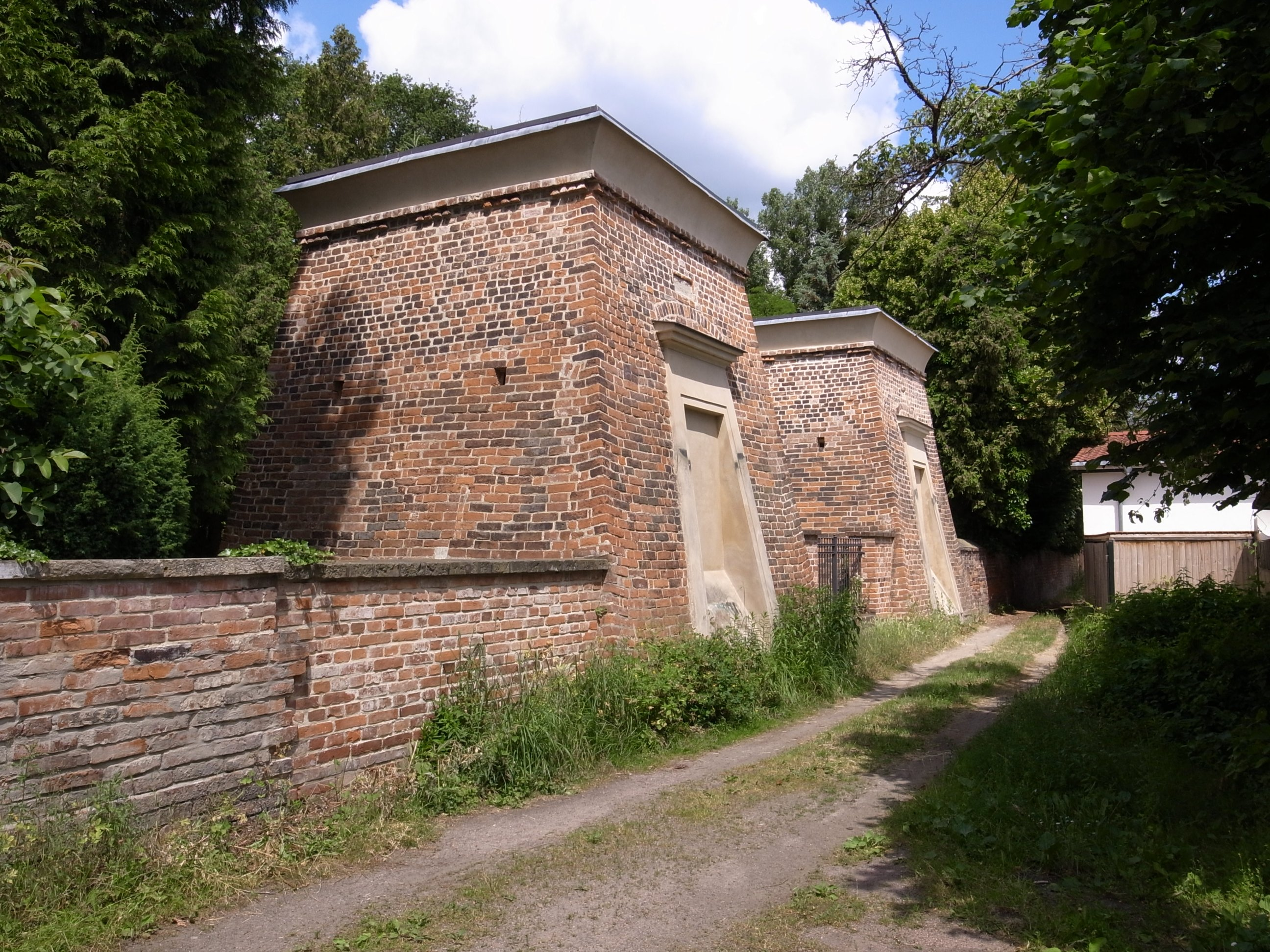
Pylone, von Bandhauer 1822/1823 als Eingangsportal für den neuen Gottesacker in Roßlau errichtet

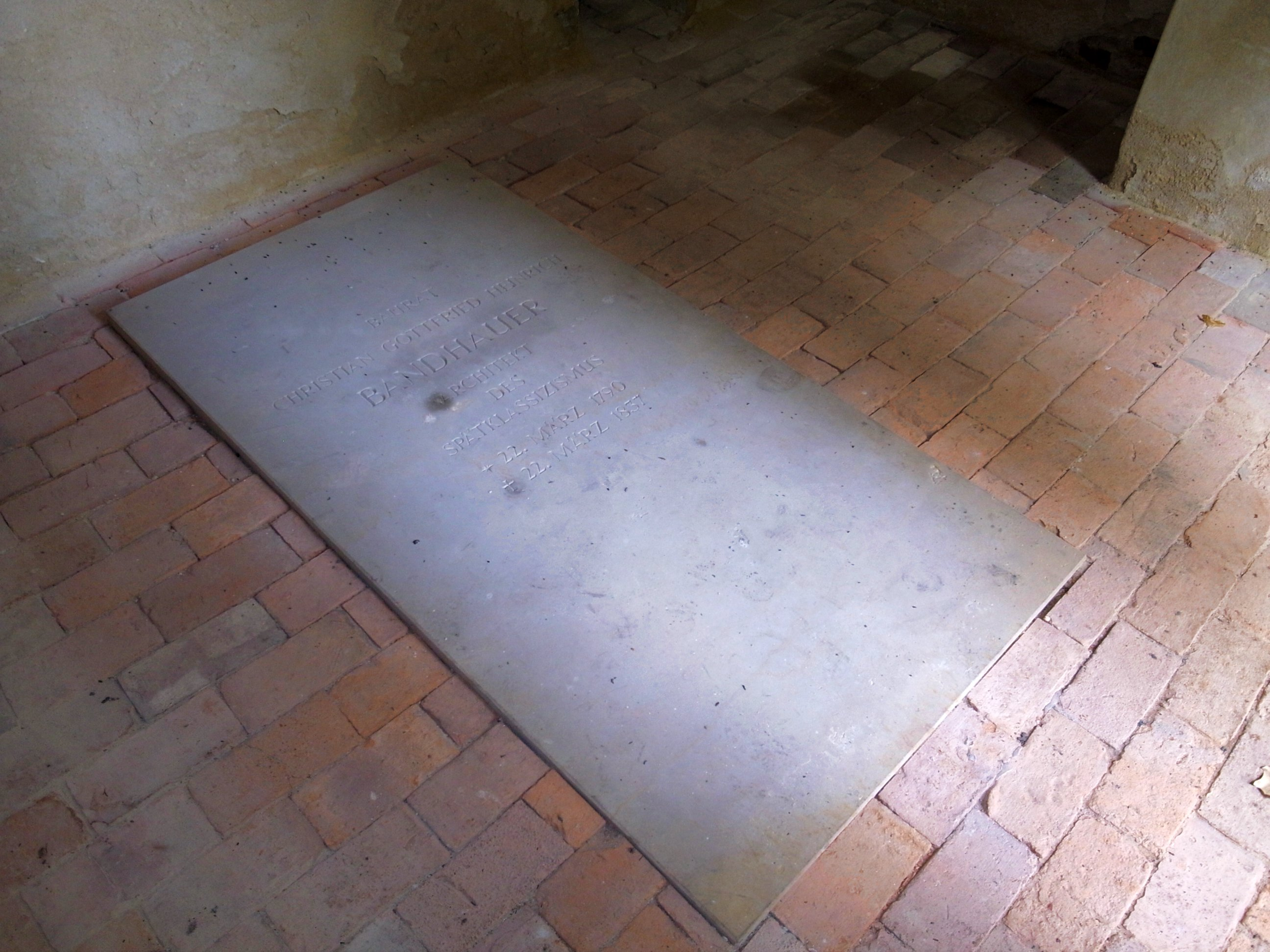
Grabplatte von Bandhauer in einem Pylon auf dem alten Friedhof in Roßlau

Gottfried Bandhauer wurde als uneheliches Kind in Roßlau in Anhalt-Zerbst geboren. Seine Mutter Luise Graul heiratete später H. Gottfried Bandhauer, den Herzoglich Anhalt-Bernburgischen Amtmann in Hundeluft. Mit vielleicht 15 Jahren begann er eine Lehre als Zimmermann. Am 9. Mai 1809 trat er als Geselle die Wanderschaft an, die ihn in verschiedene, zumeist süddeutsche Städte führte. Braunschweig, Kassel, Hamburg, Frankfurt am Main, Darmstadt, Stuttgart, Ulm, Regensburg, München, Augsburg, Schaffhausen, Mainz, aber auch Wien, Basel und Straßburg lernte er auf diese Weise kennen.
Manche Biographen (so schon Schmidthammer 1837) lassen Bandhauer bereits von 1814 an in Darmstadt unter dem dortigen Oberbaurat Georg Moller (1784–1852) Architektur studieren, und von 1816 bis 1818 als Lehrer an der Bauschule angestellt sein. Doch sind diese Angaben umstritten. Fest steht jedenfalls, dass der Weinbrenner-Schüler Moller ästhetisch und konstruktiv großen Einfluss auf den „Baukandidaten“ Bandhauer hatte, der von 1817 an in Darmstadt nachweisbar ist.  Überhaupt trägt Bandhauers späteres Wirken deutliche Züge der Weinbrenner-Schule, auch ein Aufenthalt in Karlsruhe scheint neuerdings belegt werden zu können.  Weitere Anregungen empfing Bandhauer durch das Studium von baukünstlerischen und konstruktiv-technischen Veröffentlichungen Jean-Nicolas-Louis Durands (1760–1834) und David Gillys (1748–1808).
1818 scheint Bandhauer als Diätarius in Düsseldorf tätig zu sein, „wo er die große Kavalleriekaserne in der Neustadt ausgeführt hat“.
Am 14. Mai 1819 zog Bandhauer von Darmstadt nach Köthen. Damit begann die steile Karriere dieses Sohnes „geringer Eltern“. 1820 wurde er von Herzog Ferdinand von Anhalt-Köthen zum Baukondukteur bzw. zum Baurevisor für Kirchen- und Schulbauten bestellt und leitete die Fortsetzung der Bauten am Residenzschloss Köthen und am Lustschlösschen Geuz. Nach dem kühnen Bau des tonnengewölbten Spiegelsaals im Ludwigsbau des Schlosses wurde er vom Herzog 1822 zum Bauinspektor ernannt. Damit war Bandhauer die obere und alleinige Leitung aller herzoglichen Bauten übertragen, bei einem jährlichen Gehalt von immerhin 600 Reichstalern und „zwei schweren Rationen“. 1824 wurde Bandhauer zum Baurat befördert, zwei Jahre später zum Baudirektor. Bandhauer errichtete den Ferdinandsbau und die Reithalle (1941 ausgebrannt, jetzt Veranstaltungszentrum) des Köthener Schlosses. Aber auch der Neubau der Kirche in Gnetsch, Wohnbauten und Ställe fielen in seinen Wirkungsbereich.
Auf dem Höhepunkt seiner Anerkennung geschah der Einsturz der von Bandhauer erbauten Nienburger Hängebrücke am 6. Dezember 1825. Zwar gelang es Bandhauer, die Schuld an dem Unglück, bei dem mindestens 50 Menschen ihr Leben lassen mussten, von sich zu weisen, aber sein Ruf als Konstrukteur war irreparabel beschädigt. Aus den Resten der Brücke konstruierte Bandhauer einen sehenswerten klassizistischen Schafstall im nahen Grimschleben, der als Modell der von Herzog Ferdinand 1828 erbauten Schafställe in der ukrainischen Kolonie Askania Nova diente.
Nach der Konversion des Fürstenhauses zum römisch-katholischen Glauben 1825 entwarf Bandhauer das Köthener Kloster und Krankenhaus der Barmherzigen Brüder. 1828 heiratete er Luise Friederike Matthiae, aus dieser Ehe gingen vier Kinder hervor. 1826 bis 1830 entstand die katholische Kirche St. Mariä Himmelfahrt in Köthen auf dem Grundriss eines griechischen Kreuzes. Wegen des Einsturzes des Baugerüsts des nie vollendeten Glockenturms, bei dem sieben Arbeiter ums Leben kamen, wurde Bandhauer verhaftet, am 5. Juli 1830 fristlos entlassen und verurteilt. Nach vergeblichen Versuchen, seine Unschuld zu beweisen, zog er sich in seine Geburtsstadt Roßlau zurück, wo er am Tag seines 47. Geburtstages, am 22. März 1837, als wohlhabender, aber auch gescholtener Bürger starb.
Neben der Bautätigkeit für das Fürstenhaus entwickelte Bandhauer ökonomische Wirtschaftsbauten, meist auf quadratischem Grundriss mit Zeltdach (Schafställe, Ökonomiegebäude, Schulgebäude), von denen sich einige im ländlichen Anhalt-Köthen erhalten haben.
Das ursprüngliche Grab (eine Gruft unter dem Hauptweg), das sich auf dem alten Friedhof in Roßlau befand, ist am 30. April 1996 bei Bauarbeiten eingestürzt. Die sterblichen Überreste Bandhauers wurden am 22. März 2002 in einen der von ihm 1822–1823 erbauten Pylone überführt.
Was an Schriften, Entwürfen und Bauten überliefert ist, zeichnet Bandhauer als überlegenen Baumeister des Klassizismus in Anhalt aus.

## Bauten (unvollständig)
- 1818: Kavalleriekaserne in Düsseldorf
- 1821: Schloss Geuz (Innenausbau Kuppelsaal)
- 1822: Thronsaal im Schloss Köthen
- 1822–1823: Friedhofsportal in Roßlau (Pylone)
- 1823–1828: Ferdinandsbau (nördlicher Schlossflügel) in Köthen
- 1824–1825: Hängebrücke in Nienburg
- 1826: Brauerei in Roßlau
- 1827: Schafstall Grimschleben
- 1827–1832: Katholische Kirche in Köthen
- 1828–1829: Umbau Palais auf dem Wall in Köthen
- 1829–1832: Kloster in Köthen
- 1832: Bürgerhaus Liebe, Hauptstraße 110 in Roßlau
- 1833: Remisenbau im äußeren Schlosshof in Köthen

## Schriften

### Einzelwerke
- Drei Pläne / von verschiedenen Baumeistern zu einem Baue / dem Hospital zum heiligen Geist, / mit / dazu gehörigem / Oekonomiehofe in Cöthen. / Ein / Beitrag zur bürgerlichen und Landbaukunst. / Enthaltend: / 4 Kupfer= und 8 Steindrucktafeln mit Erläuterungen und kritischen Bemerkungen über bequeme, gesunde, dauerhafte, feuersichere einfach-geschmackvolle und vorzüglich billige Ausführung / bezweckende Anlagen, mehr durch Form und sachgemäß vereinfachte Constructionen, als durch Ersparungen zum Nachtheil einer soliden Bauart. / Zum Nutzen / für / Gutsbesitzer, angehende Architekte und Bauhandwerker. / Verfaßt und herausgegeben / von / G. Bandhauer, / Herzogl. Anhalt. Bau = Rathe, / Leipzig, 1826. / In Commission bei E.H.F. Hartmann. (Fundort: Technische Hochschule Hannover)
- Veröffentlichung über das Drescherhaus in Klepzig von 1826 (laut Nestler, 1991)
- Verhandlungen / über die / artistische Untersuchung / des Baues der / Hängebrücke / über die Saale bei Mönchen-Nienburg./ Bekanntgemacht / auf Verlangen in öffentlichen Blättern von / dem Baumeister dieser Brücke selbst, / G. Bandhauer, / Herzoglich Anhalt-Cöthenschem Baurathe. / Hierbei ein Heft mit 4 Kupfertafeln und 3 Bogen Erläute- / rungen, in gross Querformat. / Leipzig, / bei C. H. F. Hartmann. /-/ 1829. (Vorwort „Cöthen im Januar 1829“) (Fundort: Technische Informationsbibliothek und Universitätsbibliothek Hannover, Sign.: d 792)
- Bogenlinie des Gleichgewichts oder Theorie der Gewölbe und Kettenlinien. Leipzig, Hartmann, 1831 (174 S. 8ø). Nebent: 1. Theorie der Gewölbe und Kettenlinien. Nebent: 2. Der festen Körper Formen des Gleichgewichtes bei zwei äußern Stützpunkten. (Fundort: Wien)

### In Zeitschriften
- Eine Abhandlung über die Nienburger Hängebrücke, in: Allgemeiner Anzeiger und Nationalzeitung der Deutschen, Gotha (vor 1830)
- Baukunst, (über die kath. Kirche) in: Allgemeiner Anzeiger und Nationalzeitung der Deutschen, Gotha, Nr. 182, 8. Juli 1833 (Sp. 2356–2358)
- Über den Einfluß des Druckes der Mauer etc. auf die Druckrichtung im Fundamente der Pfeiler, Teil 1, in: Allgemeiner Anzeiger und Nationalzeitung der Deutschen, Gotha, Nr. 213, 1833
- Über den Einfluß des Druckes der Mauer etc. auf die Druckrichtung im Fundamente der Pfeiler, Teil 2, in: Allgemeiner Anzeiger und Nationalzeitung der Deutschen, Gotha, Nr. 100, 1834
- Die beste und wohlfeilste Bauart der Scheunen und Magazine, oder Bericht über die landwirthschaftlichen Quadrat-Hohlbauten im Herzogthum Anhalt-Köthen; erläutert durch die Zeichnungen von derartigen Bauten auf den Herzogl. Domainen zur Sorge und zu Baasdorf. in: Allgemeine Bauzeitung mit Abbildungen für Architekten, Ingenieurs, Dekorateurs, Bauproffessionisten, Oekonomen, Bauunternehmer und Alle, die an den Fortschritten und Leistungen der neuesten Zeit in der Baukunst und den dahin einschlagenden Fächern Antheil nehmen. Herausgegeben und redigiert von Christ. Friedr. Ludwig Förster, Architekten. Erster Jahrgang 1836. Verlag von L. Förster's artistischer Anstalt in Wien, Nr. 10, Seite 75 bis 79 und Nr. 11, Seite 86–88 (Fundort: Landesbibliothek Oldenburg) Mit 1 Taf. Abbild. von e. Quadrat-Hohlbaue gr. 12 Wien 1836 Förster 1/3 Thaler (Aus Försters Allgem. Bauzeitung besond. abgedr.)

### Nachgelassene Manuskripte Pläne, Entwürfe und Gutachten
im Landeshauptarchiv Sachsen-Anhalt, Außenstelle Oranienbaum (ehem. Anhaltisches Staatsarchiv Zerbst)